# Misery Loves Company (Beverly Hills, 90210)
Misery Loves Company is de eerste aflevering van het derde seizoen van het tienerdrama Beverly Hills, 90210, die voor het eerst werd uitgezonden op 15 juli 1992.

## Verhaal
Het is zomer en Brandon keert terug voor een zomerbaan bij de Beverly Hills Beach Club. Hij ziet ernaar uit om er van de zon te genieten en zo nu en dan met meiden te flirten. Echter, hij wordt onderbroken als ook Andrea een baan neemt bij de club als kinderoppas. Omdat Andrea eerder verliefd op hem was, is hij bang dat het haar zal kwetsen als hij flirt met andere meiden in haar bijzijn. Dit blijkt niet het geval als Andrea een relatie krijgt met Jay. Brandon ontdekt dat hij het niet goed kan hebben dat Andrea niet meer op hem valt.
Ondertussen is het Brenda verboden om nog om te gaan met Dylan door zijn uitval tegen Brenda's vader Jim op de bruiloft van Jackie en Mel. Ze blijft hem echter nog met hulp van Kelly en Donna zien in het geniep op het strand. Wanneer Jim en Cindy een strandhuis huren, ziet Cindy Brenda samen met Dylan. Omdat ze weet dat Jim hier razend om zal worden, probeert ze hem af te leiden. Dit gebeurt echter zonder succes en hij wordt erg boos op Brenda. Brenda confronteert haar ouders met het feit dat ze houdt van Dylan en een groot deel van haar leven is. Ze besluit weg te lopen van huis en in te trekken bij Dylan. Haar ouders zijn verdrietig en staan machteloos.
Steve heeft het ook erg druk, als Brandon hem zegt dat hij het nog geen week lang zou uithouden bij de Peach Pit met de baan die Brandon er voorheen had. Een weddenschap ontstaat en Steve begint te werken bij de Peach Pit. Hij komt erachter dat Brandon gelijk heeft als hij ontdekt dat het werk een stuk zwaarder is dan gedacht.

## Rolverdeling
- Jason Priestley - Brandon Walsh
- Shannen Doherty - Brenda Walsh
- Jennie Garth - Kelly Taylor
- Ian Ziering - Steve Sanders
- Gabrielle Carteris - Andrea Zuckerman
- Luke Perry - Dylan McKay
- Brian Austin Green - David Silver
- Tori Spelling - Donna Martin
- Carol Potter - Cindy Walsh
- James Eckhouse - Jim Walsh
- Joe E. Tata - Nat Bussichio
- Ann Gillespie - Jackie Taylor
- James Pickens jr. - Henry Thomas
- Peter Krause - Jay Thurman
- Denise Dowse - Mrs. Yvonne Teasly